# Mionectes rufiventris
El mosquero ladrillito, ladrillito o mosquerito de gorra gris (Mionectes rufiventris) es una especie de ave paseriforme de la familia Tyrannidae perteneciente al género Mionectes. Es nativo del centro oriental de América del Sur.

## Distribución y hábitat

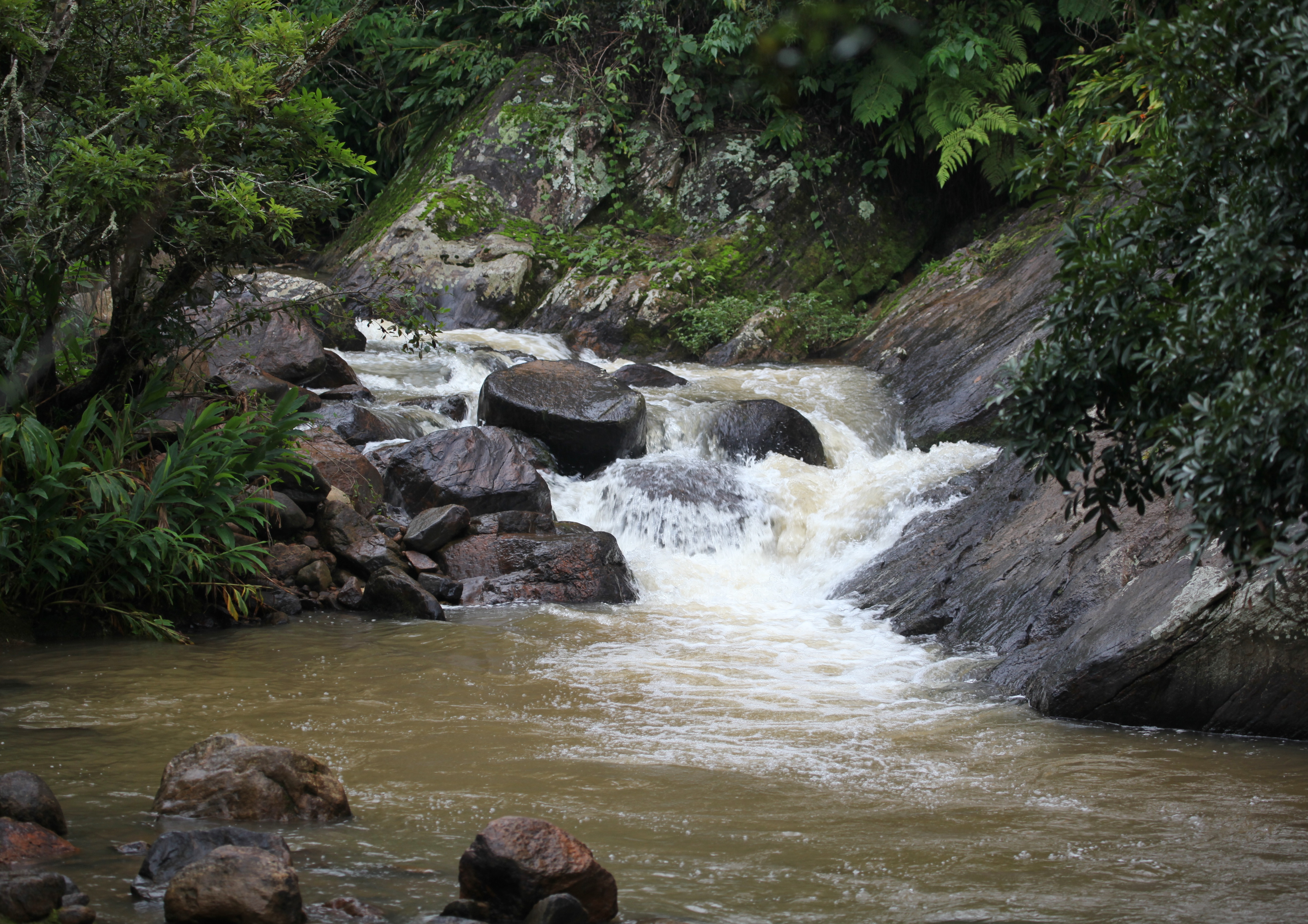
Mata Atlántica en Cambui, Minas Gerais, Brasil, ejemplo de hábitat de la especie.

Se distribuye por el sureste y sur de Brasil (desde Espírito Santo y Minas Gerais al sur hasta el norte de Río Grande del Sur), este de Paraguay y noreste de Argentina (Misiones).
Esta especie es considerada poco común en sus hábitats naturales: el sotobosque y los bordes de selvas húmedas de la Mata Atlántica, hasta los 1000 m de altitud.

## Sistemática

### Descripción original
La especie M. rufiventris fue descrita por primera vez por el ornitólogo alemán Jean Cabanis en 1846 bajo el mismo nombre científico; su localidad tipo es: «Brasil».

### Etimología
El nombre genérico masculino «Mionectes» deriva del griego «meionektēs» que significa ‘pequeño’, ‘que sufrió pérdidas’; y el nombre de la especie «rufiventris» se compone de las palabras del latín «rufus» que significa ‘rufo, rojizo’, y «ventris, venter», que significa ‘vientre’.

### Taxonomía
Es monotípica.